# МАЗ-МАН

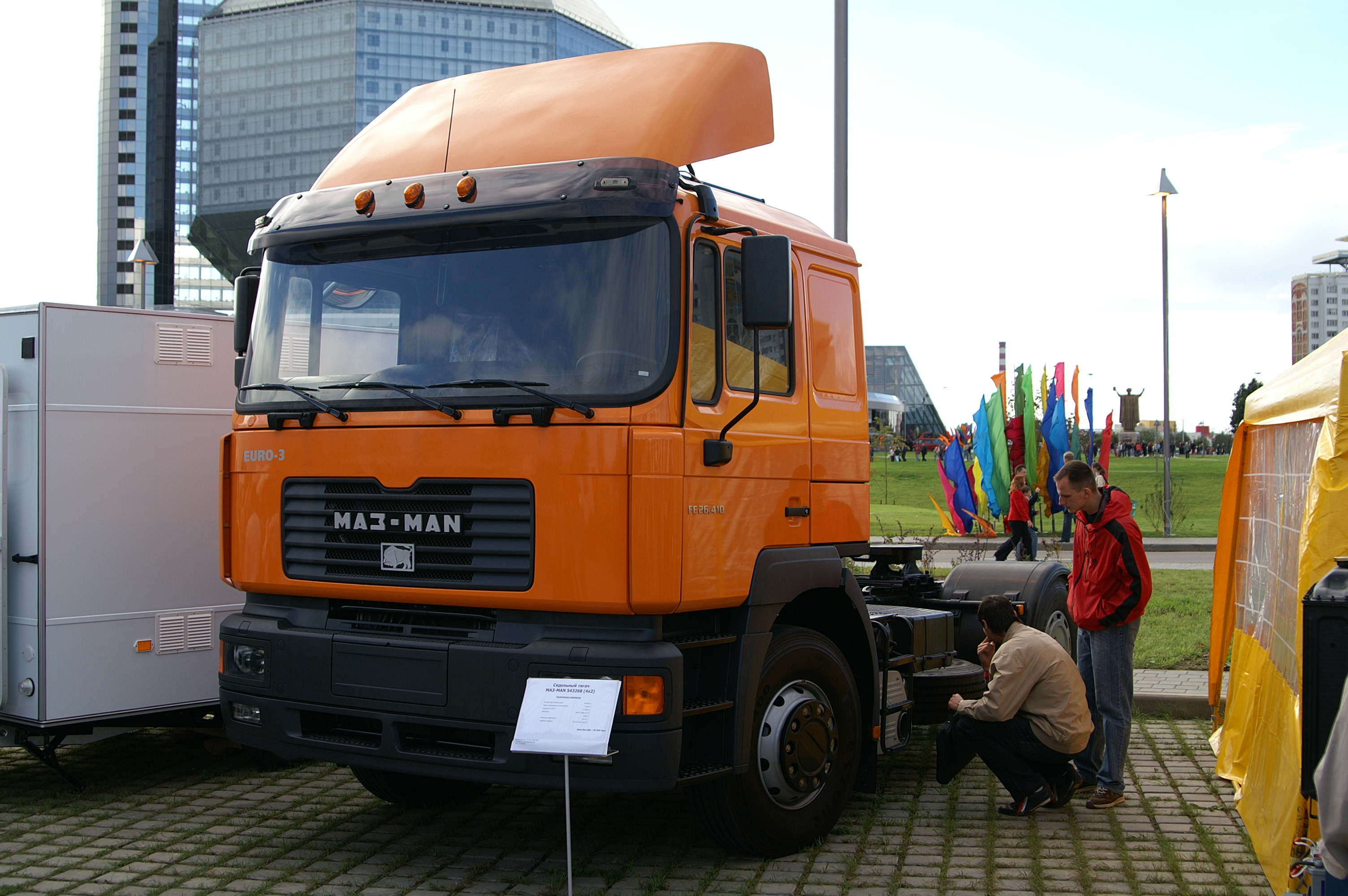
Одна из первых моделей совместного предприятия МАЗ-МАН 543268 (1998-2006)

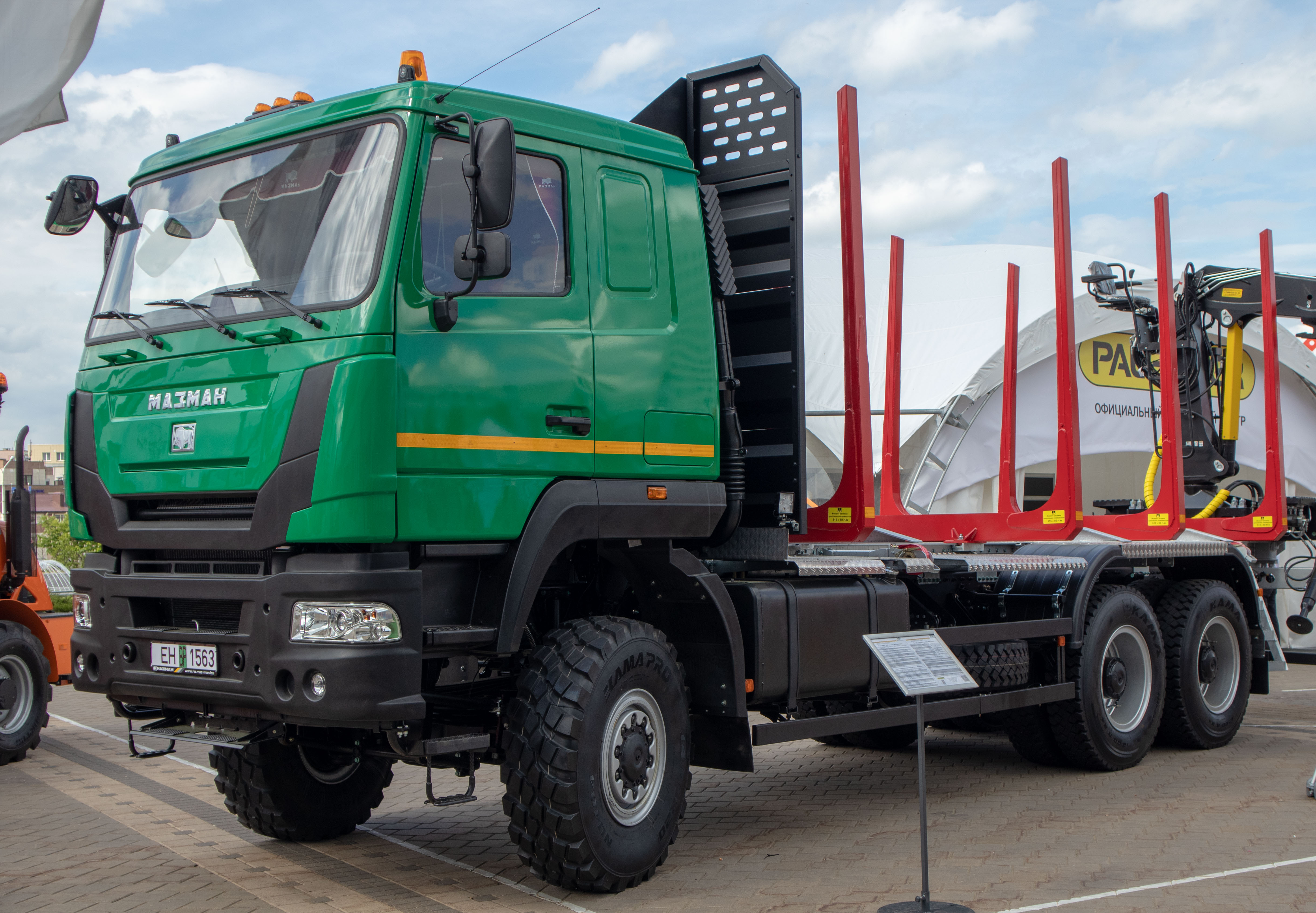
МАЗ-МАН 636559

СП ЗАО «МАЗ-MAН» — совместное предприятие по производству грузовых автомобилей и снегоболотоходов. Производственные мощности завода рассчитаны на выпуск до 1000 единиц техники в год. На производственных площадях располагаются современные цеха, конвейер, складские помещения, площадка для хранения готовой техники, а также административное здание. На предприятии на 01.01.2022 занято более 350 человек.

## История
1997 — договор о создании совместного предприятия между MAN Nutzfahrzeuge AG, РУП «Минский Автомобильный Завод» и другими учредителями.
1998 — регистрация совместного белорусско-германского предприятия ЗАО «МАЗ-MAН» с целью производства современных большегрузных автомобилей европейского класса для региональных и международных перевозок, запуск первой линии по сборке.
2005 — помимо большегрузных автомобилей СП ЗАО «МАЗ-МАН» наладило производство фронтальных погрузчиков для различных сфер народного хозяйства, в том числе для сельскохозяйственных, строительных, коммунальных работ, для работ в ограниченном пространстве складских, тепличных помещений.
2009 — выпуск обновленной модели фронтального погрузчика ВМЕ-1565. Взамен механической трансмиссии была установлена гидростатическая. Общая грузоподъемность погрузчика увеличилась с 1.5 до 2 тонн.
2013 — выпуск машины для обслуживания дорог на базе самосвала МАЗ-МАН-652538 начало производства полноприводного тягача с колесной формулой 6х6.
2014 — запуск серийного производства снегоболотохода БМЕ-1015, а также нового фронтального погрузчика BME-2575 грузоподъемностью 2,5 тонны.
2015 — представлен фронтальный погрузчик грузоподъемностью 3,2 тонны ВМЕ-3085.
2020 — СП ЗАО «МАЗ-МАН» был номинирован на звание «Лучший экспортер 2020 года» в номинации «Машиностроение и металлообработка»
2021 — был представлен новый 2-осный прицеп для молоковозов.
2022 — производство  сортиментовозного прицепа на пневматической подвеске с осями BPV. Это новое направление в транспортировке древесины.
2022 — выпуск уникального автомобиля – мобильного рубильного комплекса. Автомобиль способен производить сырьё от технологической щепы до древесной муки.
2022 — запуск серийного производства снегоболотохода второго поколения МАЗМАН БТБ-200. 
2023 — выпуск нового самосвала с колёсной формулой 8х8. Это новый четырехосный самосвал МАЗ-МАН 757459 с полной массой 50 тонн и платформой с объемом 20 куб.м.

## Грузовые автомобили
В настоящее время потребителю предлагается более 50 моделей грузовых автомобилей — это седельные тягачи, самосвалы и шасси с различной колёсной формулой. Грузовые автомобили МАЗMAН  применяют двигатели концерна «Weichai». Также двигатели оснащены электронным ограничителем максимальной скорости 85 км/ч.

## Седельные тягачи

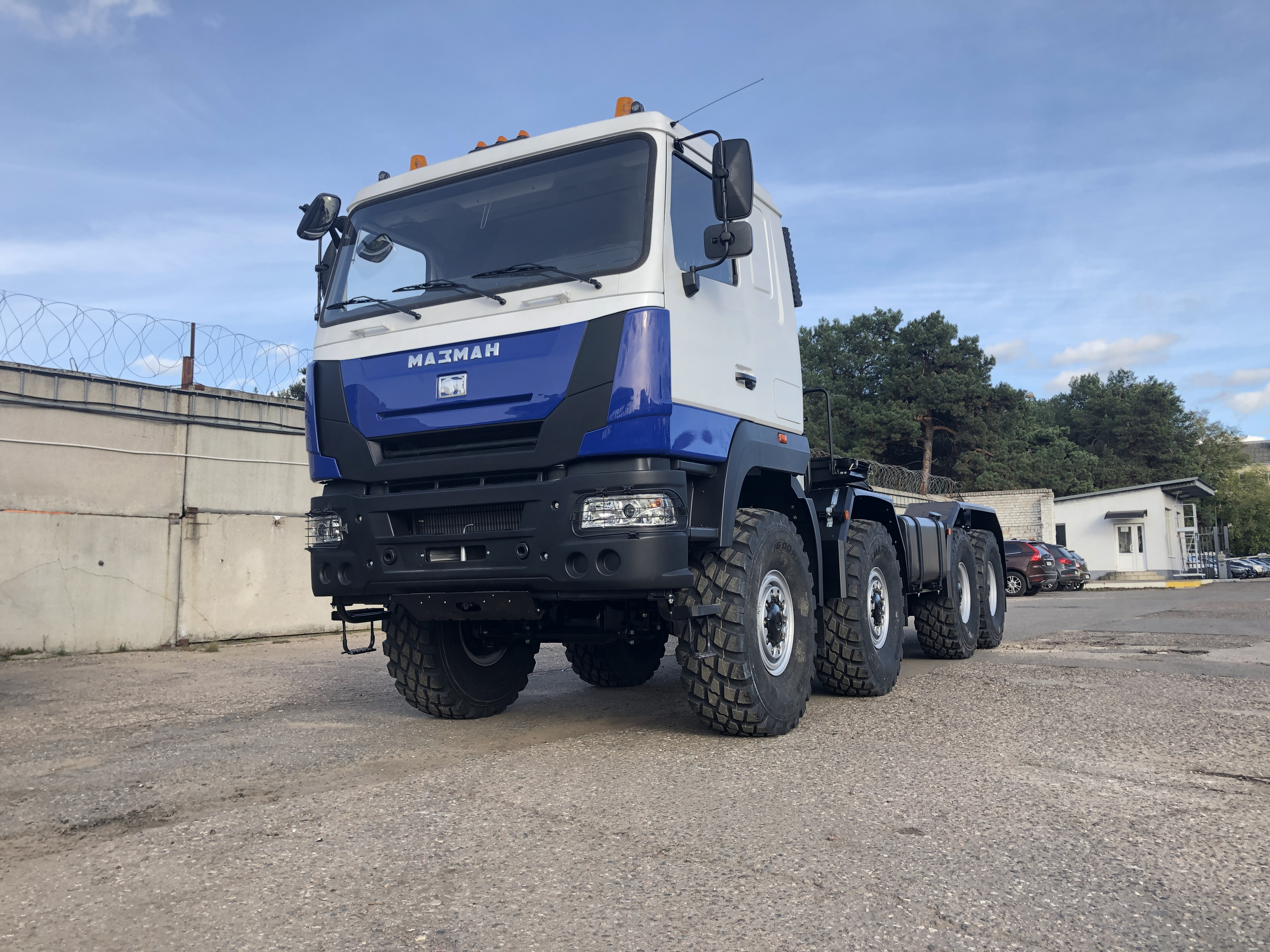
Седельный тягач 8х8

Седельный тягач — вид тягача, работающий с полуприцепами, присоединяемыми к машине с помощью специального сцепного механизма — седельно-сцепного устройства. Производят данные тягачи с колёсной формулой 8×8, 6×6, 6×4, 4×2, мощные, большегрузные автомобили, предназначенные для транспортировки грузов на большие расстояния в том числе и по пересечённой местности.

## Самосвалы

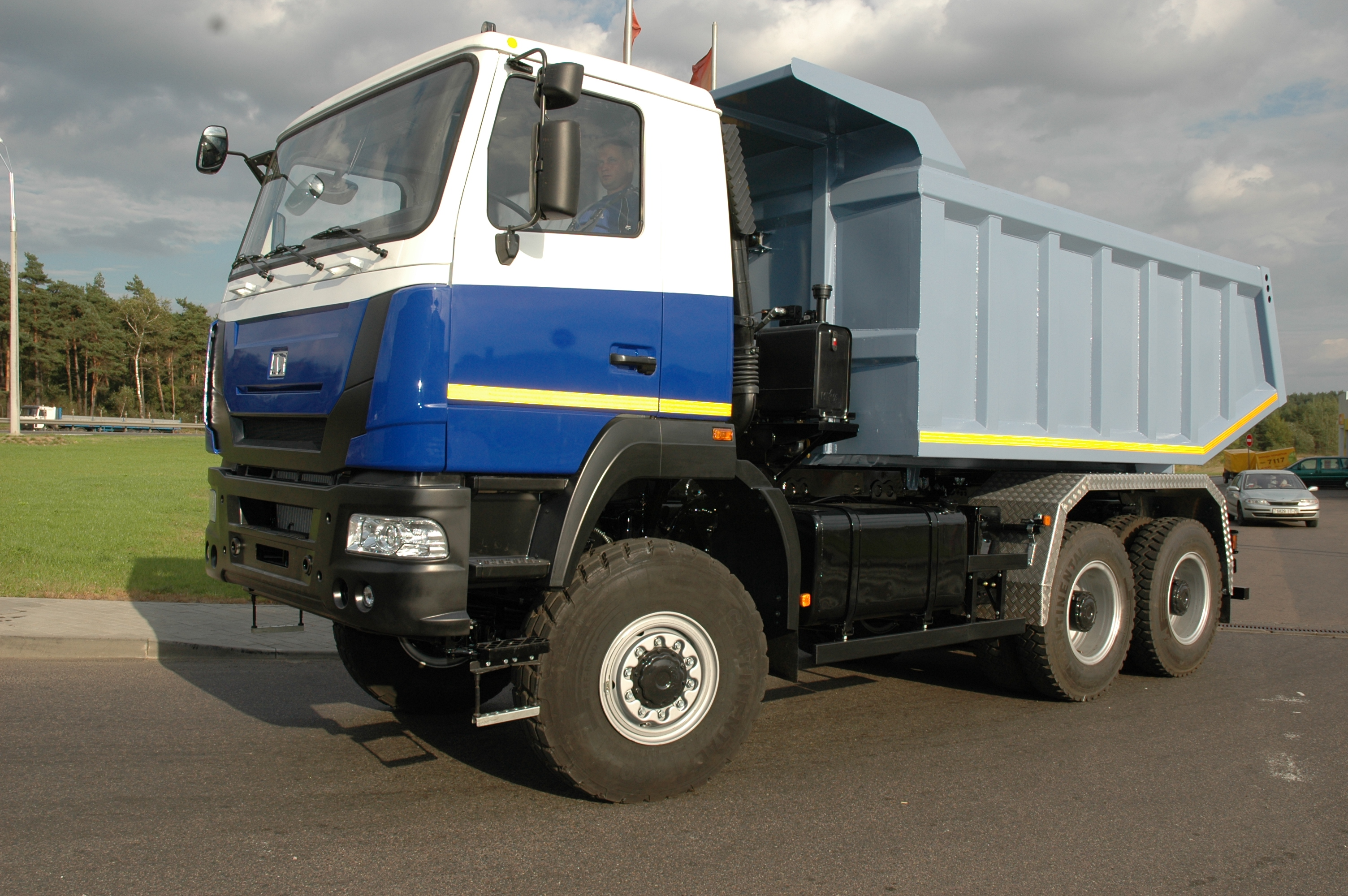
Самосвал 6х6

Самосвал МАЗМАН с колёсной формулой 10×4, 8×8, 6×6, 6×4 обладают рядом преимуществ, позволяющих использовать их в условиях плохих дорог и холодного климата.
Шасси 6×2, 6×4, 6×6 предназначено для установки платформы, тентованного или жёсткого кузова, а также различного спецоборудования. Шасси можно использовать как одиночный автомобиль, так и в составе автопоезда.

## Сортиментовозы

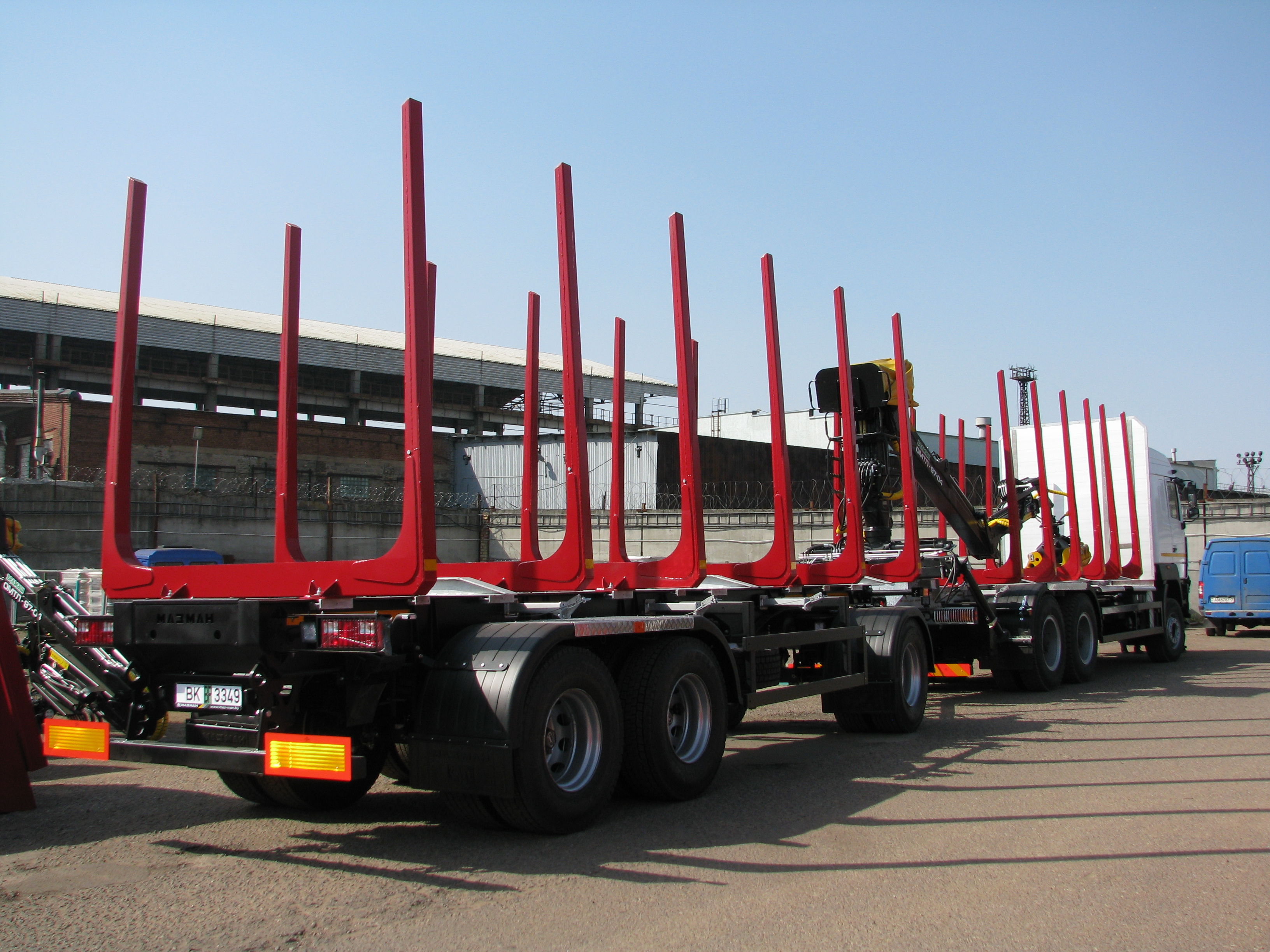
Сортиментовоз

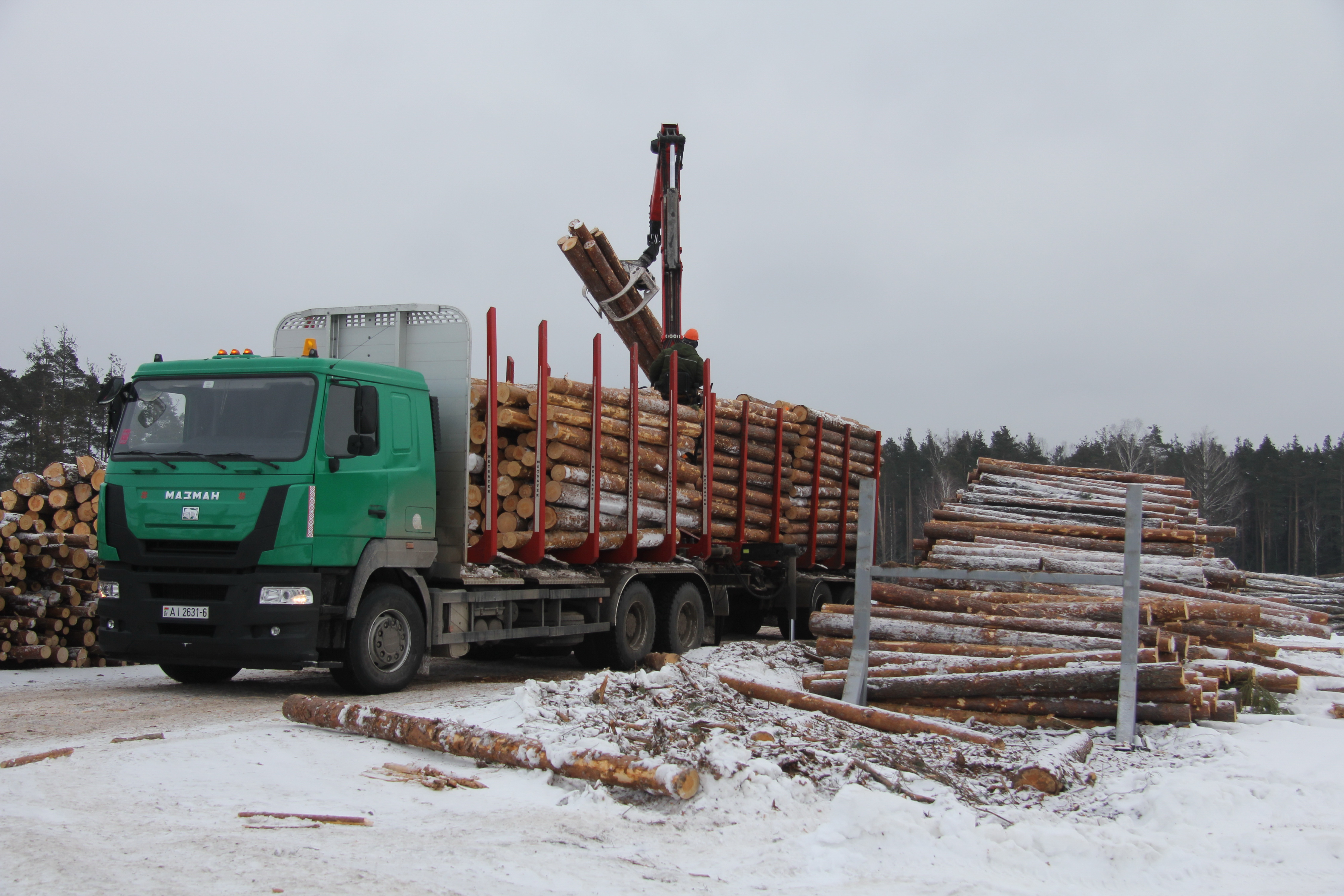
Сортиментовоз

Сортиментовоз (6×2, 6×4, 6×6) — это автомобиль для перевозки длинномерного продолговатого груза (трубы, прокат, столбы, брёвна, пиломатериалы).
Разновидность лесовоза; назначение — перевозка раскряжеванного леса, то есть распиленного на брёвна длиной 2, 3, 4, 6 м (до 8 м). От обычных лесовозов отличается большей проходимостью. Конструкционно это автопоезд из седельного тягача и полуприцепа.
Наиболее популярный вид лесовозов, способный не только перевозить многотонные брёвна, но и самостоятельно грузить их на себя. Несомненное преимущество подобной техники в том, что при её наличии не требуется приобретать дополнительные погрузочные машины.

## Фронтальные погрузчики

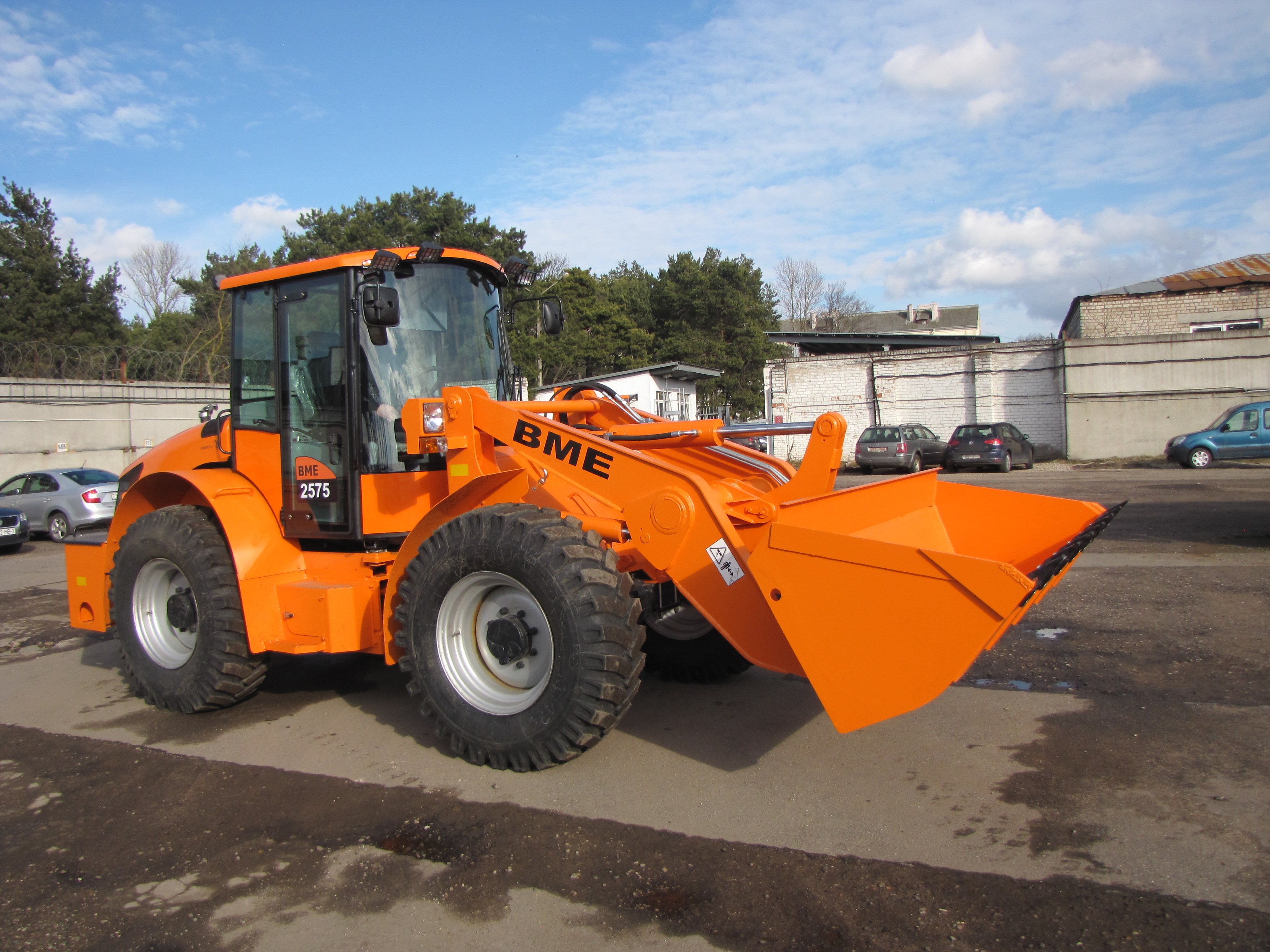
ВМЕ 2575

C 2006 года предприятие начало выпуск универсальных фронтальные погрузчики ВМЕ-1565 грузоподъёмностью 2 тонны, с начала 2014 года началось производство фронтальный погрузчиков ВМЕ-2575 грузоподъёмностью 2,5 тонны, а в 2015 году линейку погрузчиков пополнил ВМЕ-3085 грузоподъёмностью 3,2 тонны.
Отличительной особенностью всей линейки погрузчиков серии ВМЕ является применение гидростатической трансмиссии производства BOSCH-Rexroth. На всех моделях применяется унифицированная кабина с сертифицированными защитами от опрокидывания и падающего груза (ROPS/FOPS). В погрузчиках основная ставка сделана на универсальность применения, поэтому в качестве рабочего органа могут выступать ковши, отвалы, крановые стрелы, грузовые вилы, сельскохозяйственные вилы и т. д., которые также производятся на заводе МАЗ-MAН.
На данный момент предприятие приостановило производство фронтальных погрузчиков.

## Снегоболотоходы

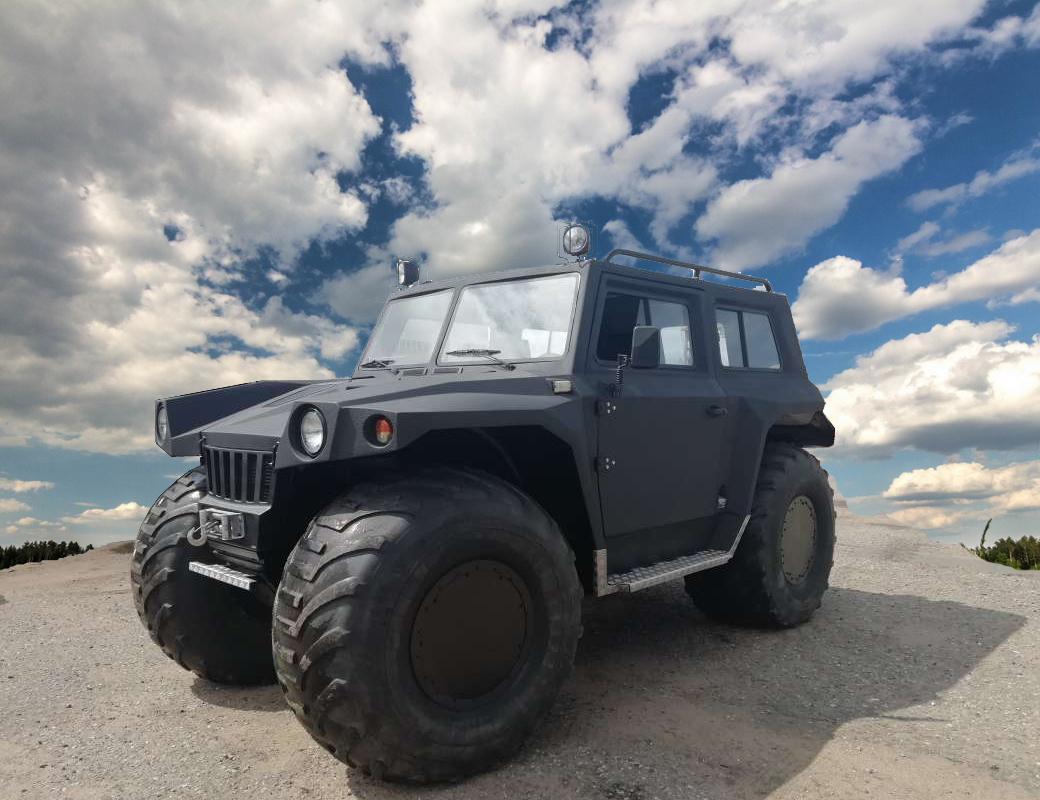
Снегоболотоход БМЕ-1015 «Хаски»

Снегоболотоход БТБ-200 сконструирован таким образом, что может передвигаться по воде (на открытых и покрытых льдом водоемах, по топям и заболоченным территориям) посредством вращения колёс и гребного винта.
Движение по воде осуществляется за счёт вращения колёс, опционально на снегоболотоход устанавливается гребной винт с приводом от двигателя. С гребным винтом скорость движения по воде достигает 8 км/час. Изменение направления движения осуществляется передними колёсами.
На снегоболотоходе применяются шины низкого давления от 0,1 до 0,5 атмосфер. В зависимости от дорожных условий можно увеличить или снизить давление, соответственно уменьшить или увеличить пятно контакта шины с поверхностью. Регулировка давления осуществляется из кабины
Кузов снегоболотохода изготовлен из стеклопластика и имеет конструкцию типа «сэндвич» с внутренним запениванием для обеспечения тепло и шумоизоляции салона. Жёсткость кузова определяют его конструкция и внутренние металлические закладные.